# Lothar III. (HRR)

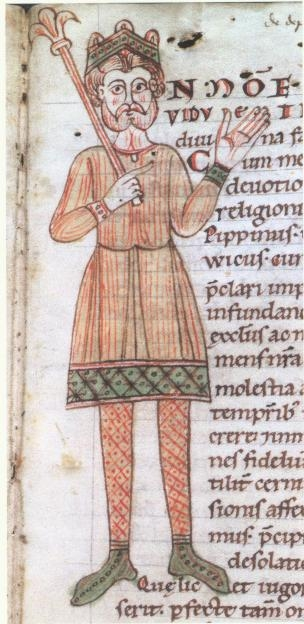
Darstellung Lothars III. Codex Eberhardi, Marburg, Hessisches Staatsarchiv, K 425, Bl. 129r

Kaiser Lothar III. übergibt einem Mönch des Klosters Vornbach ein Diplom. Kopialbuch des Klosters Vornbach, zweite Hälfte des 12. Jahrhunderts, München, Bayerisches Hauptstaatsarchiv, Abt. 1, Bestand Kl. Formbach, Lit. 1, fol. 2v.

Lothar III. (auch Lothar von Süpplingenburg oder Lothar von Supplinburg genannt; * vor dem 9. Juni 1075; † 3. Dezember 1137 bei Breitenwang, Tirol) war seit 1106 Herzog von Sachsen sowie ab 1125 König und von 1133 bis 1137 Kaiser des römisch-deutschen Reiches.

## Leben
Lothars Vater Graf Gebhard von Süpplingenburg gehörte dem sächsischen Hochadel und der Opposition gegen Kaiser Heinrich IV. an. Lothars Mutter war Hedwig von Formbach, die Tochter Gertruds von Haldensleben, die in zweiter Ehe mit Herzog Ordulf von Sachsen vermählt war. Als Geburtsort Lothars wird in der alten Büntingschen Chronik Lutterloh im Landkreis Celle in der Südheide genannt. Lothars Vater fiel kurz nach dessen Geburt in der Schlacht bei Homburg an der Unstrut am 9. Juni 1075. Daher ist der Geburtszeitpunkt kurz vor diesem Termin anzunehmen. Lothar wuchs auf Burg Süpplingenburg auf, die auch sein Stammsitz war.
Im Jahr 1100, mit 25 Jahren, heiratete Lothar Richenza von Northeim († 1141), die Tochter Heinrichs des Fetten und dessen Gattin Gertrud der Jüngeren von Braunschweig, der letzten Sachwalterin des brunonischen Erbes. 1104/06 unterstützte Lothar Heinrich V. im Thronkrieg gegen dessen Vater, Kaiser Heinrich IV.

### Herzog von Sachsen
Als Herzog Magnus Billung 1106 ohne männliche Erben starb, verlieh König Heinrich V. das Herzogtum Sachsen an Lothar und nicht an Magnus’ Schwiegersohn Herzog Heinrich den Schwarzen von Bayern. Die Umstände dieser Einsetzung sind unklar. Manche Historiker sagen, Heinrich V. habe einen schwachen Herzog einsetzen wollen, und für einen solchen habe er Lothar, der bis dahin nur über geringen Besitz verfügte, gehalten. Dafür spricht eine drohende Machtkonzentration bei Herzog Heinrich dem Schwarzen, der dann über zwei große Gebiete geherrscht hätte. Andere vermuten, Lothar sei als Nachkomme sächsischer Oppositionsgeschlechter eingesetzt worden, um einen Ausgleich mit diesen herbeizuführen. Mit Sicherheit war er damals nicht der stärkste Fürst im Herzogtum. Dennoch betrieb er in Sachsen von Anfang an eine eigenständige Politik und übergab beispielsweise 1111 den Schauenburgern die Grafschaften Holstein und Stormarn. In der sächsisch-salischen Auseinandersetzung setzte er sich an die Spitze der antikaiserlichen Opposition und profilierte sich alsbald als kluger Politiker und geschickter Heerführer; zwar wurde er 1112 vorübergehend als Herzog abgesetzt, aber nachdem er sich 1114 dem Kaiser als Büßer unterworfen hatte, erhielt er sein Herzogtum zurück und unterstützte Heinrich V. gegen die niederrheinisch-westfälische Opposition. Alsbald trat er jedoch mit weiteren ostsächsischen Fürsten wieder offen auf die Seite der Aufständischen und nahm an der Schlacht am Welfesholz teil, in der das Heer des Kaisers 1115 von den Sachsen vernichtend geschlagen wurde. Dazu erbten er und seine Frau ab 1116 durch den Tod des Grafen Otto II. von Northeim, Gertruds von Haldensleben und Gertruds von Braunschweig einen Großteil der Northeimer, brunonischen und Haldensleber Besitztümer. In den nächsten Jahren baute er in weiteren Kriegszügen seine Stellung auch in Westfalen aus und setzte neue Grafen als Vasallen ein. Von nun an war die politische Führungsrolle des Herzogs unumstritten. Seine politische Stellung im Reich baute er systematisch durch seine Territorialpolitik aus; davon profitierte besonders sein politisches Zentrum Braunschweig, dem er die Stadtrechte verlieh.
Als Kaiser Heinrich V. versuchte, mit Wiprecht von Groitzsch einen ihm genehmen neuen Markgrafen von Meißen einzusetzen, erhob sich Lothar als Anführer sächsischer Adliger gegen diese Entscheidung und setzte Wiprecht mit Waffengewalt ab. Anschließend setzte er Konrad von Wettin als nächstberechtigten Erben ein und übergab die Mark Lausitz an Albrecht den Bären. In Halberstadt beeinflusste er die Wahl eines ihm genehmen neuen Bischofs. Auf einem Reichstag in Bamberg 1124, auf dem Lothar nicht erschien, wurde beschlossen, ihn durch einen Krieg niederzuwerfen, zu dem es aber nicht mehr kam. Zuletzt beherrschte er als erster Herzog das gesamte Herzogtum Sachsen.
Schon anlässlich der Weihe des Braunschweiger Aegidienklosters 1115 waren Lothar und Richenza, die Tochter der Stifterin, anwesend, was als politisches Signal gegenüber dem Kaiser gedeutet wurde. Als Heinrich V. 1125 starb, wurde Lothar am 24. August desselben Jahres überraschend zum deutschen König gewählt, womit der territoriale Schwerpunkt der mittelalterlichen Geschichte erneut in den nordalpinen Reichsteil rückte.

### Wahl zum König

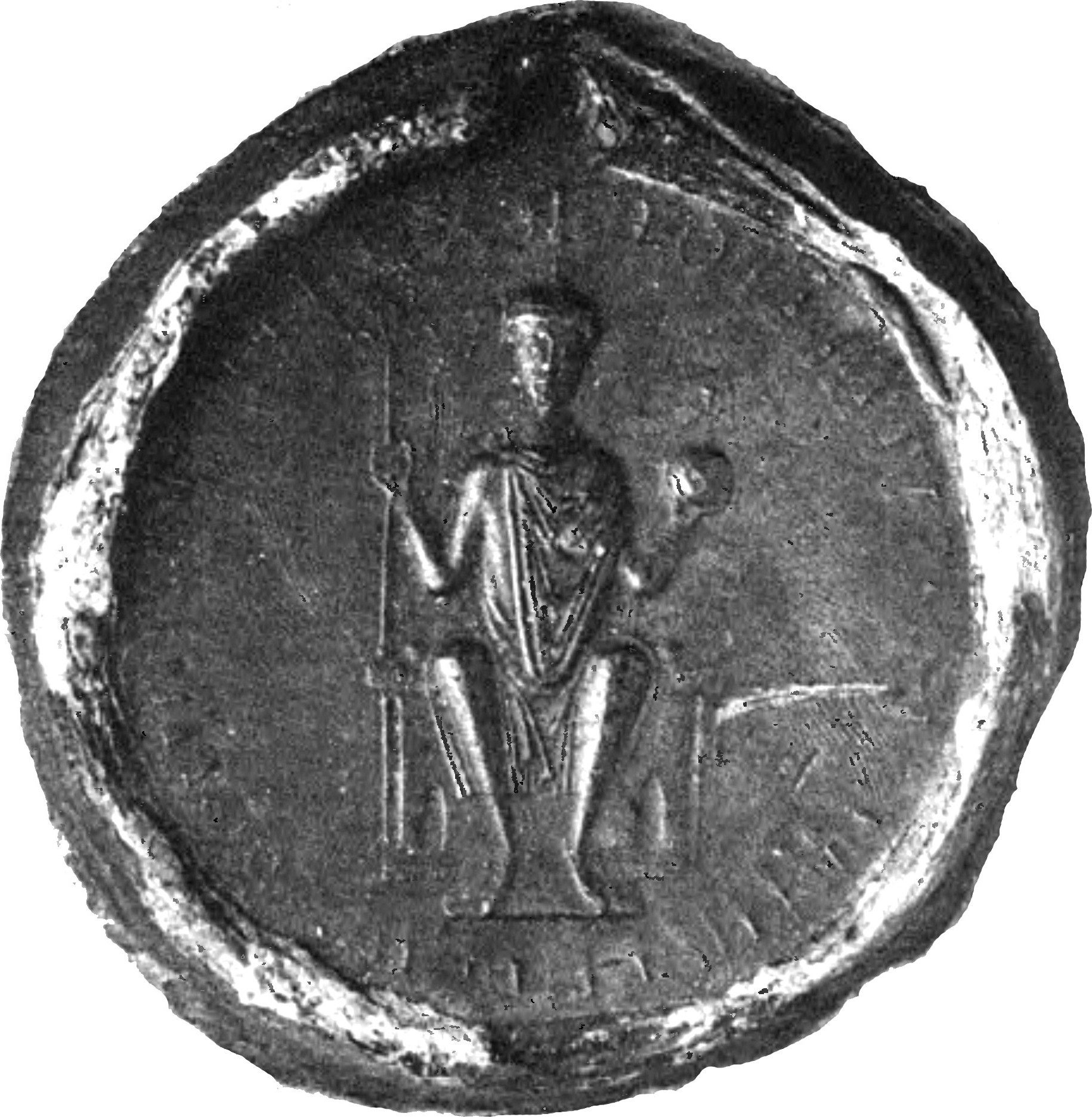
Siegel Lothars III. auf einer Urkunde aus dem Jahre 1131 über die Bestätigung eines Schifffahrtsrechtes an die Abtei Echternach

Heinrich V., selber kinderlos, hatte eigentlich seinen Neffen Herzog Friedrich II. von Schwaben zum Nachfolger auserwählt, doch vor allem der Mainzer Erzbischof Adalbert I. stellte sich dem entgegen. Auf dem Hoftag in Mainz gab es letztlich drei Kandidaten für den Königsthron: neben Lothar und Friedrich rechnete sich auch Leopold III., Markgraf von Österreich, als Schwager Heinrichs V. und Stiefvater von Friedrich II. Chancen auf die Wahl aus, wenngleich seine Aussichten geringer als die der anderen beiden waren.
Für die Wahl wurde ein Gremium gebildet, das aus je zehn Vertretern der vier großen Stämme der Sachsen, Schwaben, Franken und Bayern bestand. Sie sollten sich auf einen der drei Kandidaten einigen. Da sich die Partei der Schwaben jedoch nicht von Anfang an bereit erklärte, jeglichen Ausgang der Wahl zu akzeptieren, wurde der sächsische Herzog, nachdem Herzog Heinrich der Schwarze von Bayern auf seine Seite gewechselt war, zum neuen König erhoben. Dieser Seitenwechsel erklärt sich aus dem Eheversprechen zwischen Lothars Tochter Gertrud und dem Sohn Heinrichs des Schwarzen. Schließlich huldigte auch der unterlegene Friedrich dem König, der sich fortan Lothar III. nannte. Die offizielle Krönung durch den Kölner Erzbischof erfolgte am 13. September in Aachen.

### Konflikt mit den Staufern, Konrad in Italien

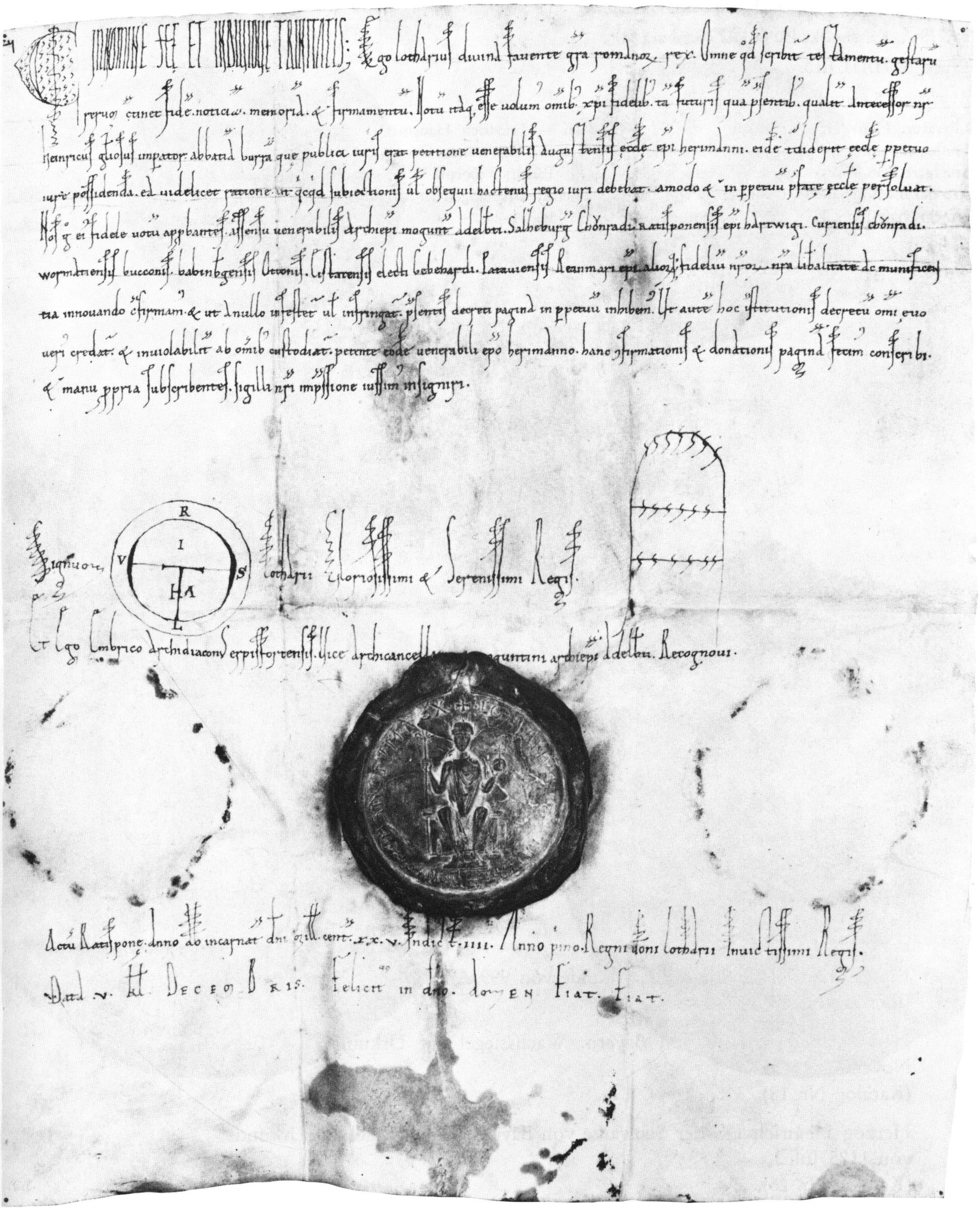
Urkunde Lothars III. für Bischof Herimann von Augsburg, dem er die Schenkung der Reichsabtei Benediktbeuern bestätigt; ausgestellt am 27. November 1125. München, Bayerisches Hauptstaatsarchiv, Kaiserselekt 450

Neue Auseinandersetzungen mit Herzog Friedrich II. ergaben sich, als dieser sich weigerte, Lothar Güter zu übergeben, die der König als Reichsgüter, der Staufer jedoch als Erbe der Salier auffasste. Da die strittigen Güter mit benachbarten alten salischen Hausgütern schon längst gemeinsam verwaltet wurden, war ihre Herkunft kaum zu ermitteln und die Güter somit rechtlich schwer zu trennen. Lothar vertrat den Grundsatz, dass alle fraglichen Güter durch das Aussterben der Salier nun zu Reichsgütern geworden seien. Schon 1125 kam es zu den ersten Kämpfen zwischen Lothar und den Staufern. Sie steigerten sich in den folgenden Jahren, und nachdem ein Feldzug Lothars gegen die Staufer 1127 vor Nürnberg gescheitert war, erhoben die Schwaben gemeinsam mit den Franken Friedrichs jüngeren Bruder Konrad zum Gegenkönig. Konrad suchte sofort in Italien nach Unterstützung für sein Königtum, welche er insbesondere in Mailand fand (in Monza 1128 Krönung mit der Eisernen Krone zum König von Italien). Sein Vorhaben, in Italien eine solide Machtbasis zu gründen, scheiterte allerdings. Im Jahre 1132 kehrte er in das Reich nördlich der Alpen zurück.

### Königreich Burgund
Um den Übergang Burgunds an eine reichsfeindliche Macht zu verhindern, übertrug Lothar 1127 seinem
getreuen Anhänger Konrad von Zähringen das „Principatus Burgundiae“, das sogenannte Rektorat über Burgund.

### Einmischung in den Erbstreit um Böhmen
Soběslav I. von Böhmen aus dem Geschlecht der Přemysliden war nach dem Tode seines Bruders Vladislav I. 1125 als dessen Nachfolger Herzog geworden, musste den Thron jedoch gegen die Ansprüche Ottos II. von Mähren-Olmütz behaupten, der Lothar zu Hilfe rief. Lothar marschierte 1126 mit einem Heer in Böhmen ein, und am 18. Februar 1126 kam es zur Zweiten Schlacht bei Chlumec. Soběslav errang einen überzeugenden Sieg. Sein Rivale Otto fiel, Lothar wurde gefangen genommen. Soběslav ließ sich von Lothar mit Böhmen belehnen, ehe er ihn freiließ.

### Das Schisma von 1130 und der erste Italienzug
In der Zwischenzeit war es 1130 in Rom bei der Papstwahl erneut zu einem Schisma gekommen. Nach dem Tod von Honorius II. gab es zwei aussichtsreiche Anwärter auf das Papsttum. Zuerst wählte eine Minderheit der Kardinäle Innozenz II. zum neuen Papst, bevor die übrigen Kardinäle Anaklet II. in einem tumultartigen Verfahren zum Papst ernannten. Beide Päpste beanspruchten für sich, rechtmäßig gewählt worden zu sein, doch anfangs konnte sich Anaklet durchsetzen, und Innozenz musste Rom verlassen und nach Frankreich fliehen. Während sich Anaklet lediglich der Unterstützung durch Roger II. von Sizilien versichern konnte, gelang es Innozenz mit Hilfe Bernhards von Clairvaux, den französischen König Ludwig VI. und den englischen König Heinrich I. für seine Seite zu gewinnen.
Auch Lothar wurde von beiden Päpsten umworben, wobei ihm beide die Kaiserkrönung in Aussicht stellten. Erneut war es Bernhard von Clairvaux, der maßgeblich die Entscheidung Lothars III. zugunsten Innozenz’ lenkte. Im März 1131 trafen sich diese drei in Lüttich, wo Lothar dem Papst den Stratordienst leistete und ihm Hilfe im Kampf gegen Anaklet zusagte. Die ursprüngliche Bedingung, die Wiedereinsetzung in das volle Investiturrecht als Gegenleistung, ließ er schließlich fallen.
Im folgenden Jahr machte sich Lothar, der sich immer noch im Konflikt mit dem staufischen Gegenkönig befand, mit einem kleinen Heer nach Italien auf. Da Anaklet erfolgreich die Peterskirche verteidigte, musste man für die Kaiserkrönung in die Lateranbasilika ausweichen. Dort nahm Lothar am 4. Juni 1133 die Kaiserkrone von Innozenz in Empfang. Kurz danach machte sich Lothar wieder auf die Heimreise, obwohl Innozenz sich noch nicht gegen Anaklet durchgesetzt hatte und nur kurze Zeit später von Roger II. erneut aus Rom vertrieben wurde.

### Zweiter Italienfeldzug und Tod

Nachruf auf den verstorbenen Kaiser Lothar III. Die zweite Spalte behandelt den Übergang zur Königsherrschaft Konrads III. im Jahr 1138. Annalista Saxo, Paris, Bibliothèque nationale de France, Ms. lat. 11851, fol. 237r.

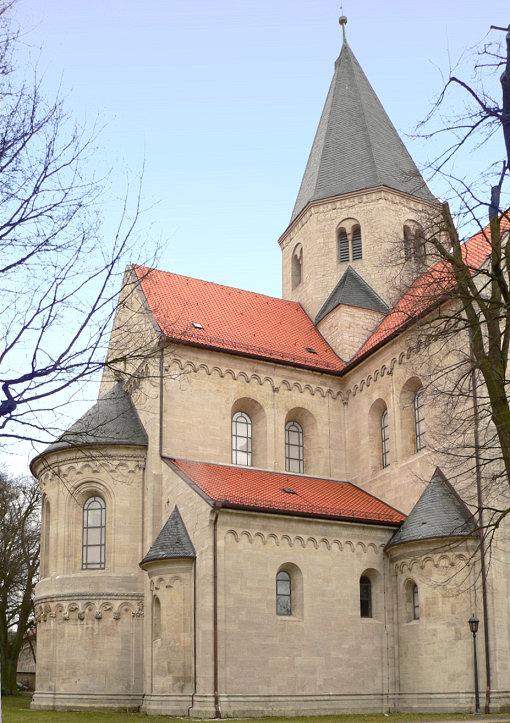
Begräbnisstätte Lothars III.: Der Kaiserdom in Königslutter

Im Reich nördlich der Alpen gelang es Lothar schließlich im Jahre 1135 dank der Hilfe Heinrichs des Stolzen, der seit dem Tod seines Vaters, Heinrichs des Schwarzen, im Jahre 1126 Herzog von Bayern war und Gertrud, die einzige Tochter Lothars, geheiratet hatte, die Staufer zu besiegen. Konrad wurde im September in Mühlhausen wieder in die kaiserliche Gunst aufgenommen und verpflichtete sich, am zweiten Italienfeldzug des Kaisers teilzunehmen. Zu diesem machte sich Lothar, da er im Reich jetzt der unbestreitbare Herrscher war, 1136 mit einem wesentlich größeren Heer als beim letzten Mal auf. So versprach dieser Feldzug erfolgreicher zu werden. In der Tat bemühte sich Roger II. bald um Frieden. Jedoch kam es nun zwischen Lothar und Innozenz II. zu Konflikten um die Lehnshoheit über das Herzogtum Apulien, und auch im eigenen Heer gab es Spannungen, so dass Lothar auch diesen Italienfeldzug abbrach und den Heimweg antrat.

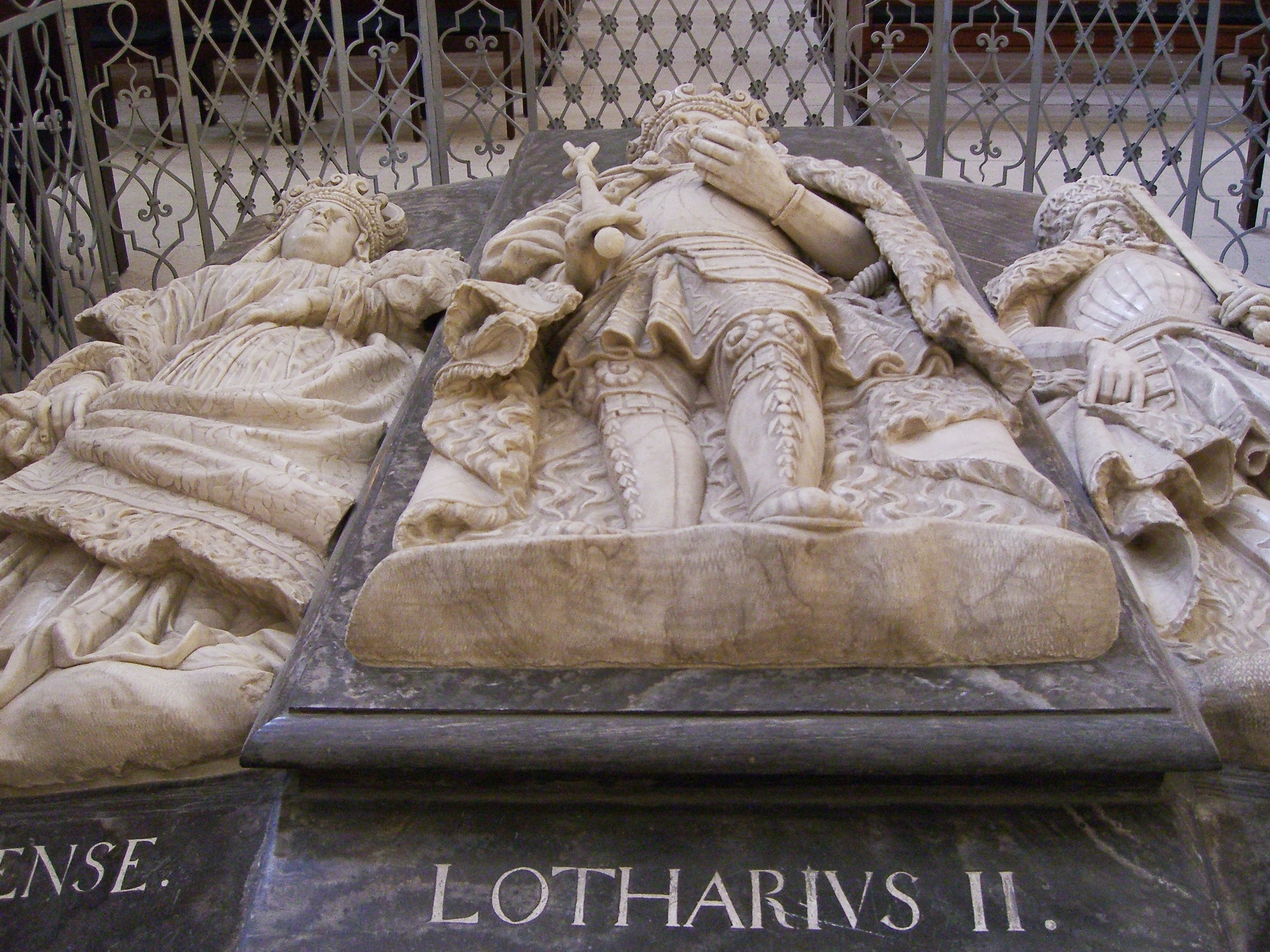
Barocke Grabskulptur im Kaiserdom Königslutter: Lothar zwischen seiner Frau Richenza und ihrem Schwiegersohn Heinrich dem Stolzen

Auf der Rückreise verlieh er seinem Schwiegersohn Heinrich von Bayern die Markgrafschaft Tuszien und das Herzogtum Sachsen. Zudem übertrug er ihm die Reichsinsignien, was je nach Standpunkt als Designation zum neuen König ausgelegt wurde oder nicht. Am 3. Dezember 1137 starb Lothar noch auf der Rückreise bei Breitenwang. Sein Leichnam wurde more teutonico, nach dem Befund einer 1989 veröffentlichten Aminosäurenanalyse, etwa sechs Stunden lang gekocht, um anschließend die Gebeine in das niedersächsische Königslutter zu überführen und sie unterwegs auch zum Zweck öffentlicher Huldigungen zur Schau stellen zu können. Einen Monat später beendete der Tod Anaklets II. auch das päpstliche Schisma. In Königslutter wurde er am 31. Dezember 1137 in der von ihm 1135 begonnenen und noch unvollendeten Stiftskirche St. Peter und Paul bestattet. Bei einer Graböffnung 1620 fand man unter anderem ein Schwert und einen Reichsapfel. Lothar hat sich mit dem Kaiserdom ein herausragendes architektonisches Denkmal gesetzt. Auch seine Herrschaftszeit war mehr als nur eine Episode zwischen Saliern und Staufern. Sie gilt eher als selbstbewusste Herrschaft über das Reich. Die von ihm angestrebte Gründung eines welfischen Königtums wurde durch die Wahl 1138 verhindert, bei welcher der Staufer Konrad zum König erhoben wurde.
Nach seinem Tod wurde Lothar als Friedenskaiser betrauert, der seinem Land Frieden, Eintracht und Ordnung gegeben hatte. Braunschweig war mit Lothar III. erstmals in den Blickpunkt der europäischen Politik und Geschichte gerückt.

## Name
Lothar wird als der III. bezeichnet, da vor ihm das fränkische Mittelreich Lotharingien von Vater Lothar I. und dessen Sohn Lothar II. als Könige beherrscht wurden. Dabei bleibt unklar, ob in der Wahrnehmung der damaligen Zeit eher das Mittelreich, der Nachfolger des früheren ostfränkischen Reiches Austrasien war. Schließlich erfolgte der Beiname des noch östlicher regierenden Königs Ludwig der Deutsche erst in späteren Jahrhunderten rückblickend auf die deutsche Geschichte. Eventuell entspricht sie aber auch noch der Zähltradition bei der Dynastie der Merowinger, bei denen auch, unbeachtlich ob sie Herrscher über Neustrien oder Austrasien waren, von einem Landesteil zum anderen bei der Zählung der Chlodwige und Chlotare willkürlich gesprungen wird.

## Tochter
- Gertrud (* 1115; † 1143) – verheiratet zuerst mit Heinrich dem Stolzen, Herzog von Bayern (ein Sohn: Heinrich der Löwe), später mit Heinrich Jasomirgott, Markgraf von Österreich zwischen 1141 und 1156, Herzog von Österreich von 1156 bis 1177 und Herzog von Bayern von 1143 bis 1156 (eine Tochter: Richardis).